# Holothuroidea
Los holoturoideos (Holoturoidea, del griego antiguo ὁλοθούριον [holotoúrion], ‘que se agita totalmente’), conocidos vulgarmente como pepinos de mar, son una clase de equinodermos que incluye animales de cuerpo vermiforme alargado y blando que vive en los fondos de los mares de todo el mundo. Se considera que existen desde el Silúrico, desde hace unos 400 millones de años, y se conocen unas 1.749 especies.
Pertenecen al mismo filo que los erizos de mar o las estrellas de mar aunque aparentemente no tienen la simetría pentarradial característica de los demás representantes de este grupo. Se consideran animales con una simetría bilateral secundaria, ya que internamente sus órganos y sistemas aparecen en un número múltiplo de 5, como en el resto de equinodermos, pero externamente su cuerpo alargado da la sensación de tener un solo eje de simetría. El cuerpo es musculoso, en forma de cilindro, y tiene una apertura bucal por un extremo que es rodeada por tentáculos mientras que en el otro extremo se encuentra la abertura anal.

## Características
Muchas especies rondan los 25 cm de longitud; las holoturias más pequeñas no exceden el centímetro, mientras que las de mayor tamaño alcanzan longitudes de 3 metros (Synapta maculata).
Son animales de aspecto vermiforme, adaptados a la reptación y con el cuerpo de forma prismática pentagonal. Las zonas radiales van provistas de pies ambulacrales, estando más desarrollados los inferiores, que tienen función locomotora, mientras que los que se sitúan en los dos radios dorsales tienen una función sensitiva.
La boca aparece rodeada de numerosos tentáculos que pueden ser simples, digitados (con proyecciones parecidas a dedos), pinnados (en forma de pluma) o peltados (aplanados y en forma de placa). Poseen un anillo calcáreo que rodea la faringe que sirve para la inserción de los músculos que mueven los tentáculos orales y los que contraen el cuerpo. En la mayoría de las especies, el esqueleto dérmico típico de los equinodermos está reducido a osículos microscópicos (escleritos).
Como en los demás equinodermos, el sistema vascular acuífero de los holoturoideos consiste en un anillo anterior del que parten largos canales que discurren hacia la parte posterior del cuerpo. Con excepción de los Elasipodida, poseen un madreporito que se abre en el celoma, lo que contrasta con lo que ocurre en el resto de equinodermos (y en Elasipodida) en los que el madreporito se abre al exterior. 
Muchas especies, excepto los miembros de Elasipodida y Apodida, poseen árboles respiratorios usados en el intercambio de gases; se trata de tubos pareados muy ramificados unidos al intestino cerca del ano; este tipo de respiración, denominado respiración cloacal, se da también en los equiuroideos, un grupo de gusanos celomados no relacionado con los equinodermos.
El sistema nervioso de los pepinos de mar está constituido por un anillo nervioso que da 5 ramificaciones que salen hacia fuera del anillo y van bajo las áreas ambulacrales. Hay un conjunto de nervios asociados a los tentáculos y la faringe. 

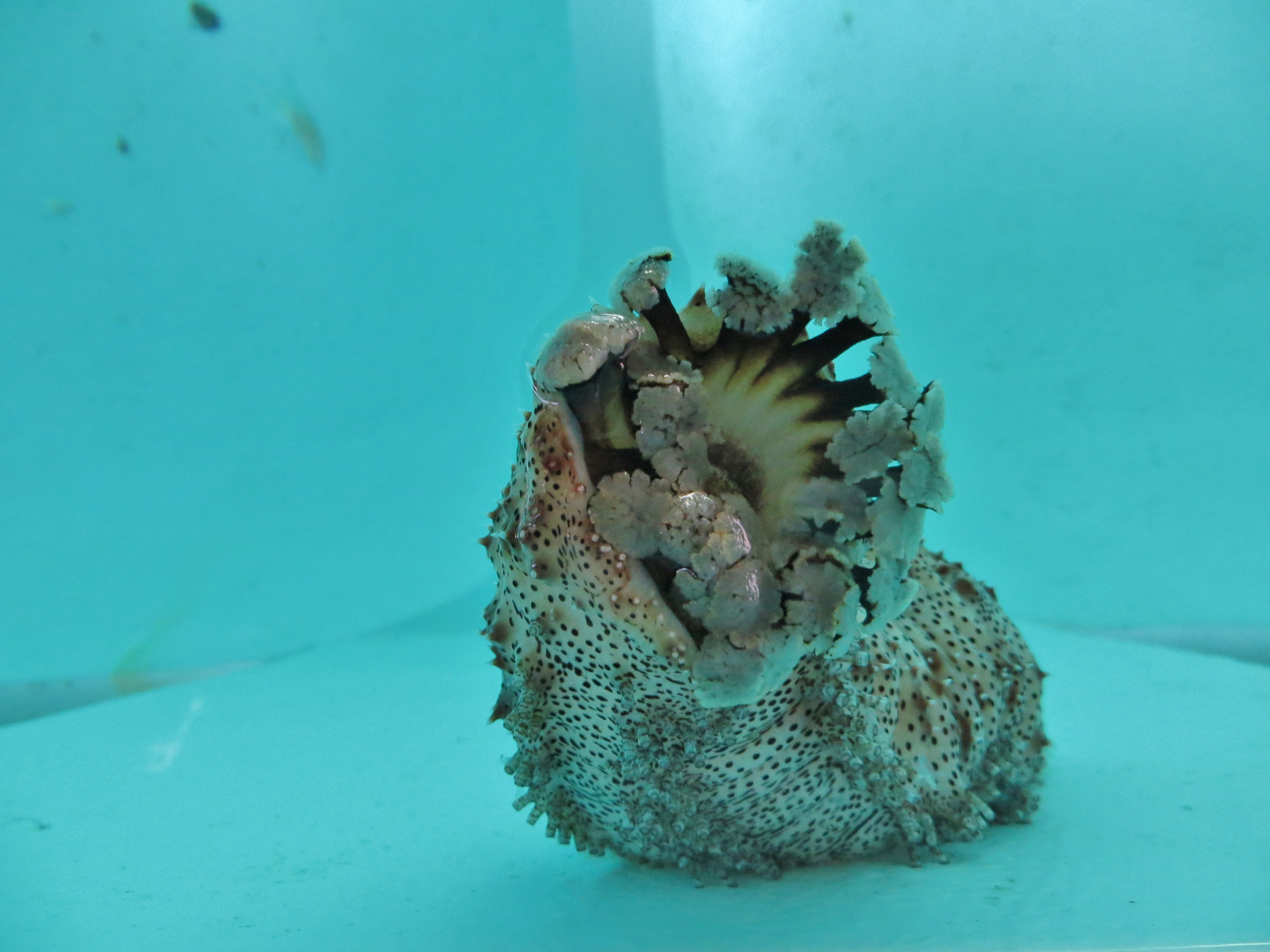
La boca.
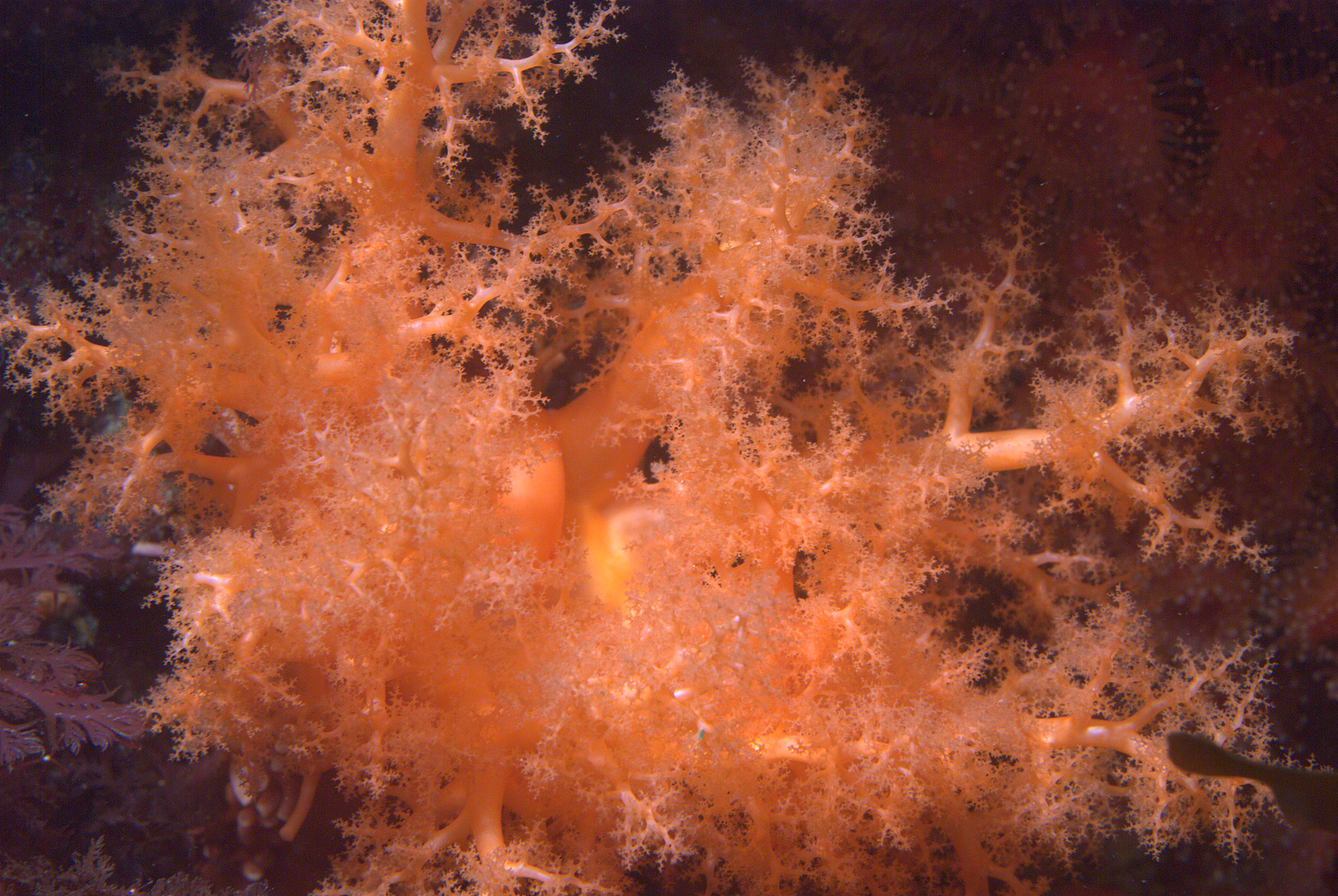
Tentáculos ramificados.
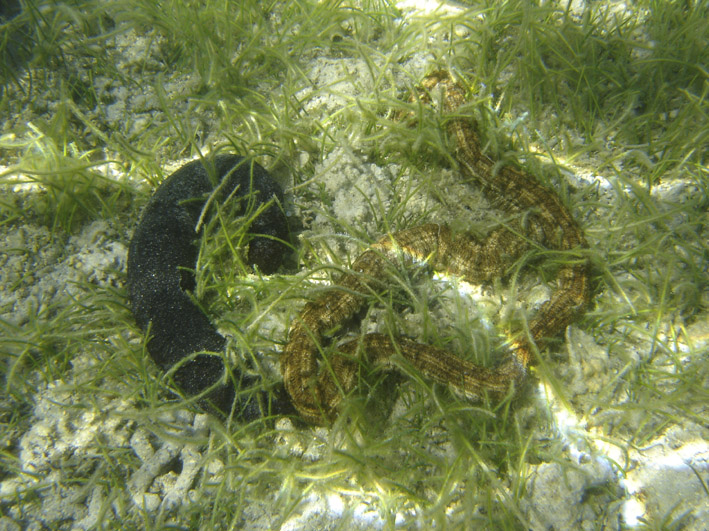
Una Holothuria leucospilota (negra, ordino Holothuriida) y una Synapta maculata (bruna, ordino Apodida).
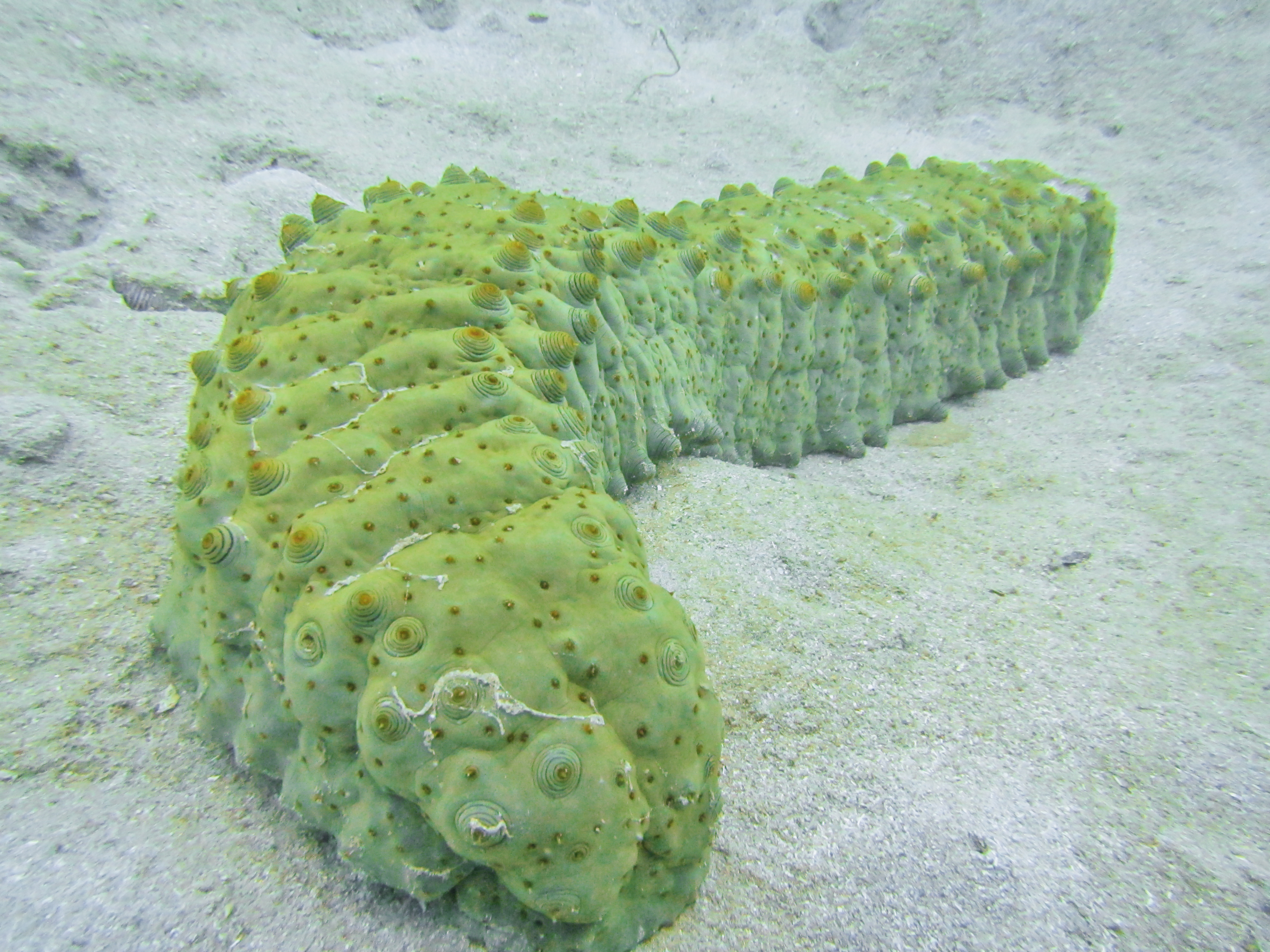
Stichopus herrmanni
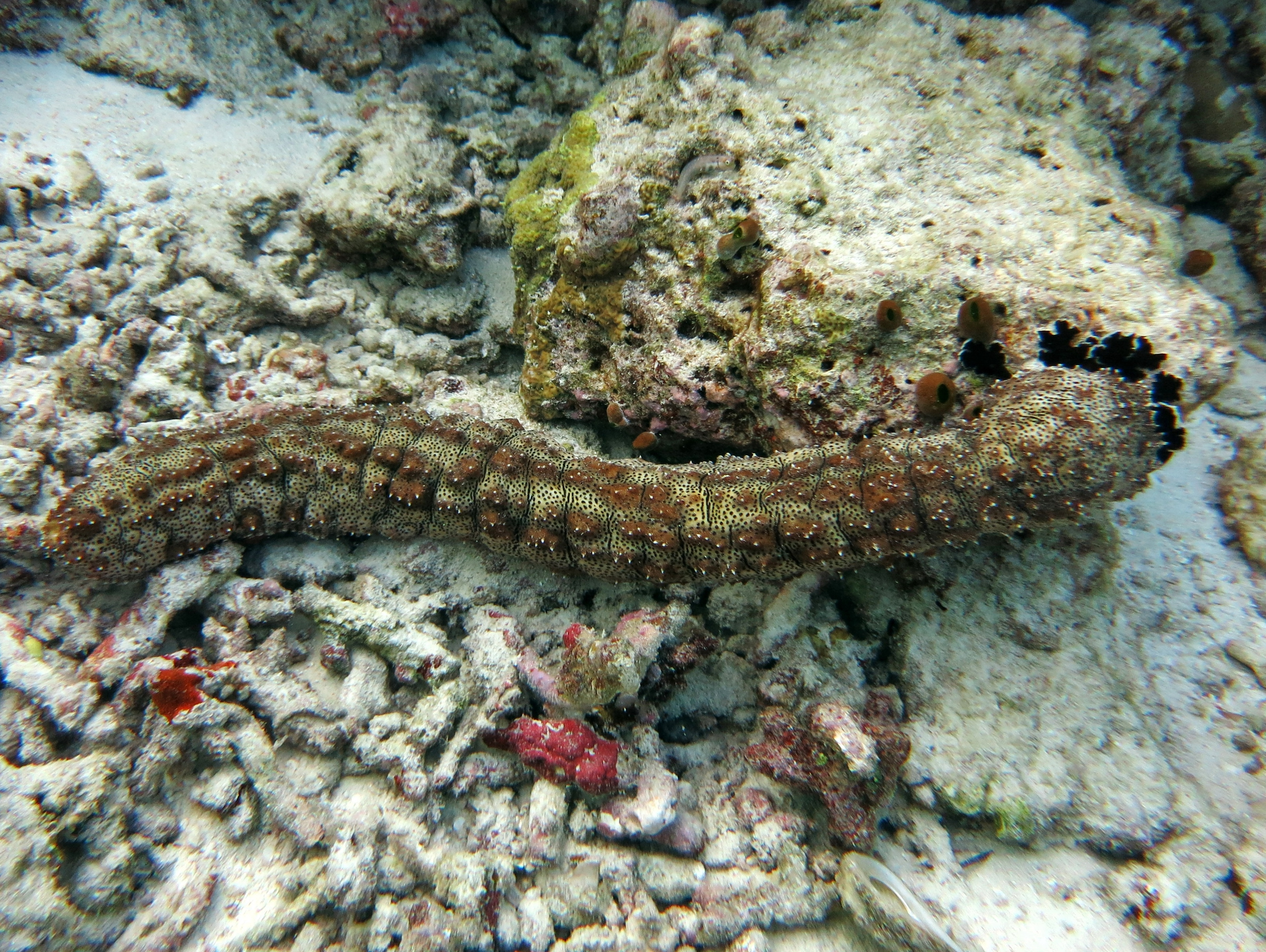
Pearsonothuria graeffei

## Biología y ecología

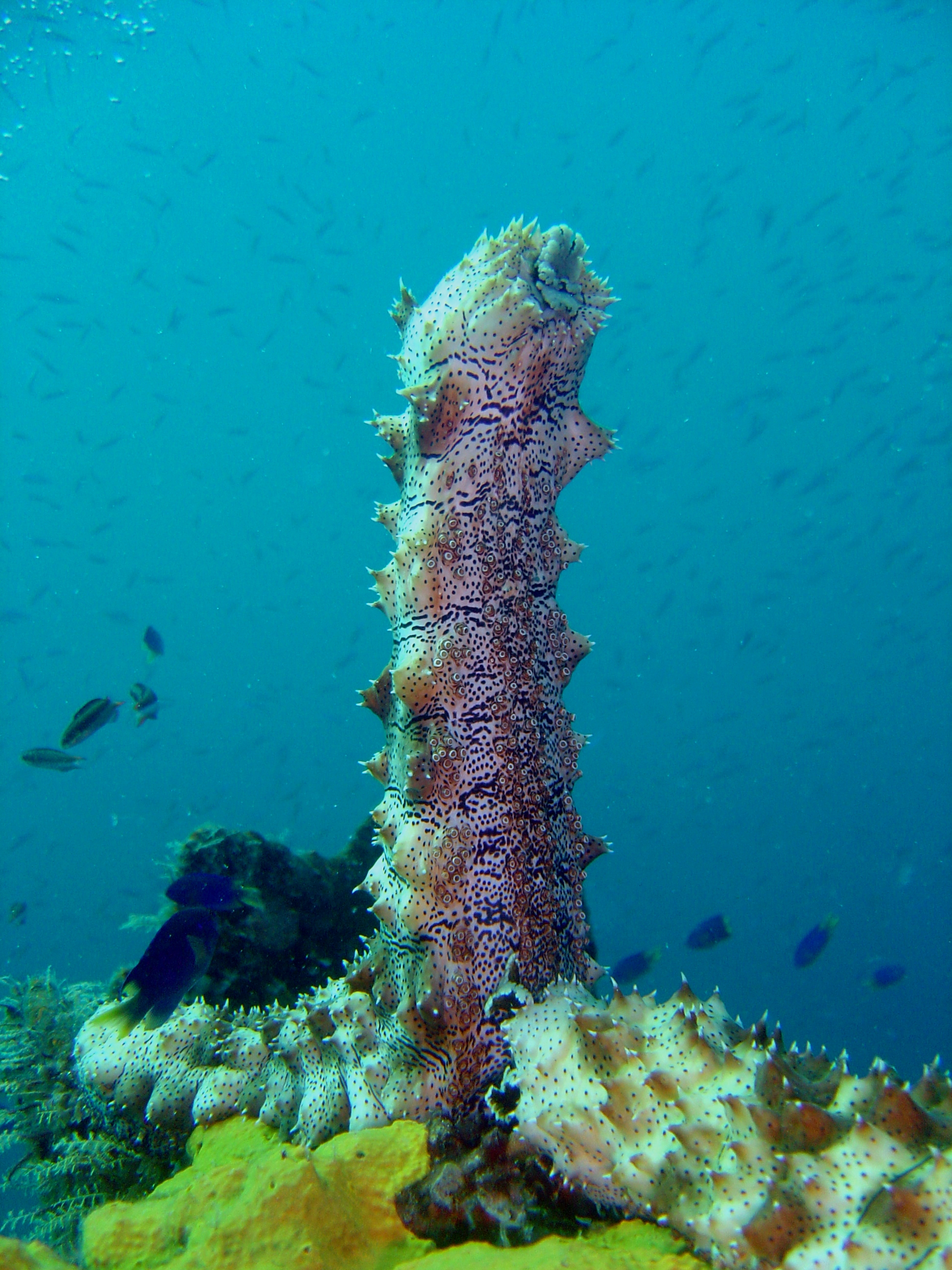
Reproducción.

### Hábitat
Viven en casi todos los ambientes marinos, pero son más diversos en las aguas saladas poco profundas de los arrecifes coralinos. Habitan desde el medio intersticial, donde pueden quedar expuestos en la marea baja, hasta las profundas fosas oceánicas. Muchas especies viven enterradas en sedimentos blandos, siendo por tanto bentónicas; pero muchas pueden nadar, y algunas incluso son miembros del plancton, flotando a merced de las corrientes.

### Alimentación
Los holoturias se alimentan de detritos, algas, en algunos casos de plancton.

### Respiración
Las holoturias extraen oxígeno del agua a través de unas estructuras ramificadas denominadas árboles respiratorios que se ubican en el interior de la cloaca. Los árboles respiratorios están conformados por un conducto común que se ramifica en numerosos túbulos, donde se realiza el intercambio de gases.

### Reproducción
Las holoturias se reproducen por vía sexual y asexual. Las larvas, de vida planctónica, se denominan auricularias.

### Mecanismos defensivos
Presentan varios mecanismos defensivos. Cuando algún depredador intenta atacar a las holoturias, estos animales logran sobrevivir expulsando sus vísceras para que el depredador se distraiga comiendo tales órganos, los cuales después regeneran. También utilizan hilos mucosos pegajosos que proyectan sobre posibles agresores para irritarlos o inhabilitarlos; además, en algunos casos contienen toxinas (holoturinas). Como defensa contra los parásitos los pepinos de mar sintetizan una proteína, llamada lectina, la cual inhibe el desarrollo de posibles parásitos; es por este motivo que desde el 2007, por métodos transgénicos, se intenta que los mosquitos y otros huéspedes de parásitos que producen enfermedades peligrosas para el ser humano puedan producir lectina (obtenida por trasplantes de cromosomas del pepino de mar); ya está demostrado que la lectina destruye en las vísceras del posible huésped los oocinetos de parásitos microscópicos como los que provocan la malaria.[cita requerida]

## Taxonomía

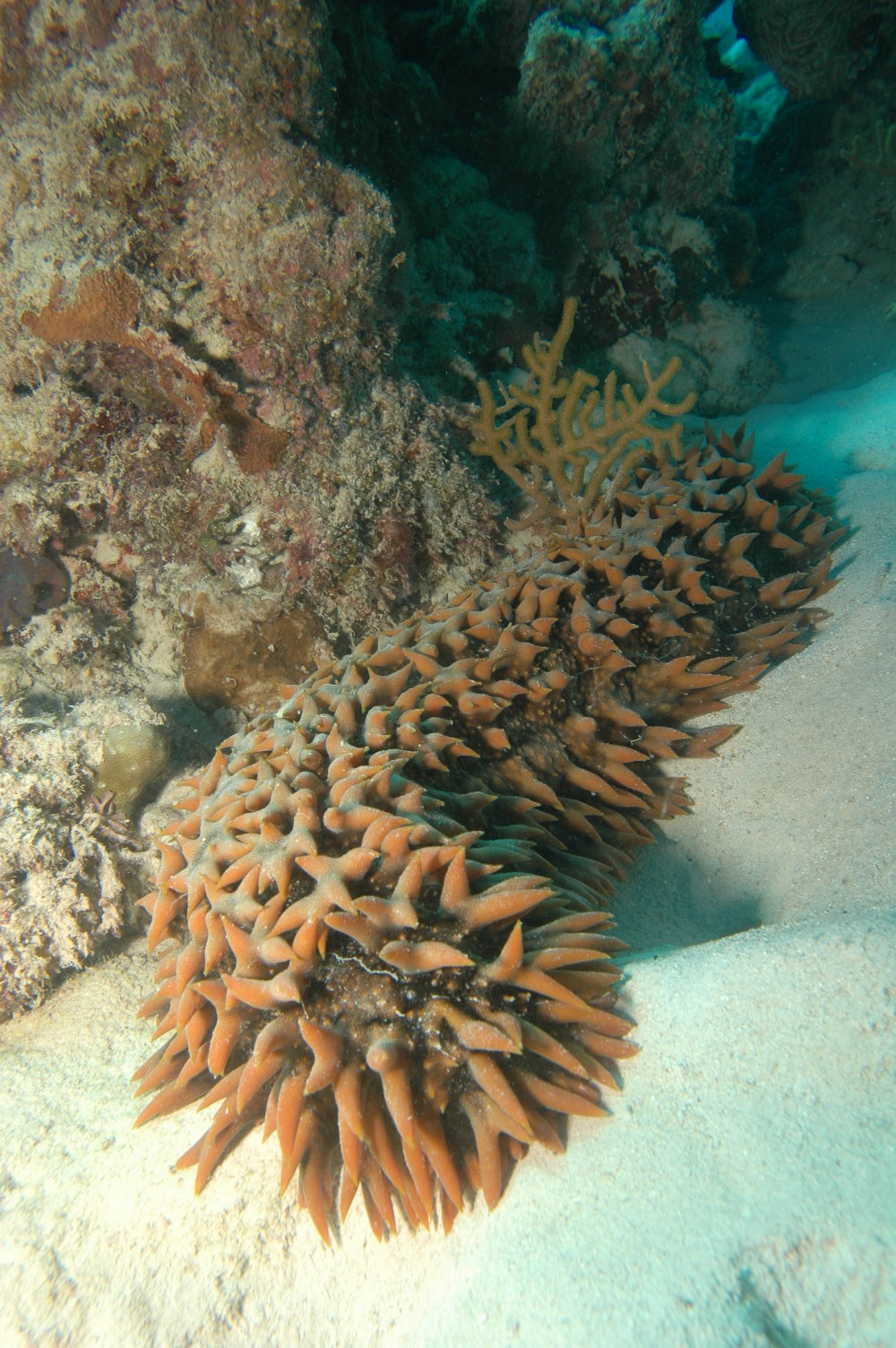
Thelenota ananas

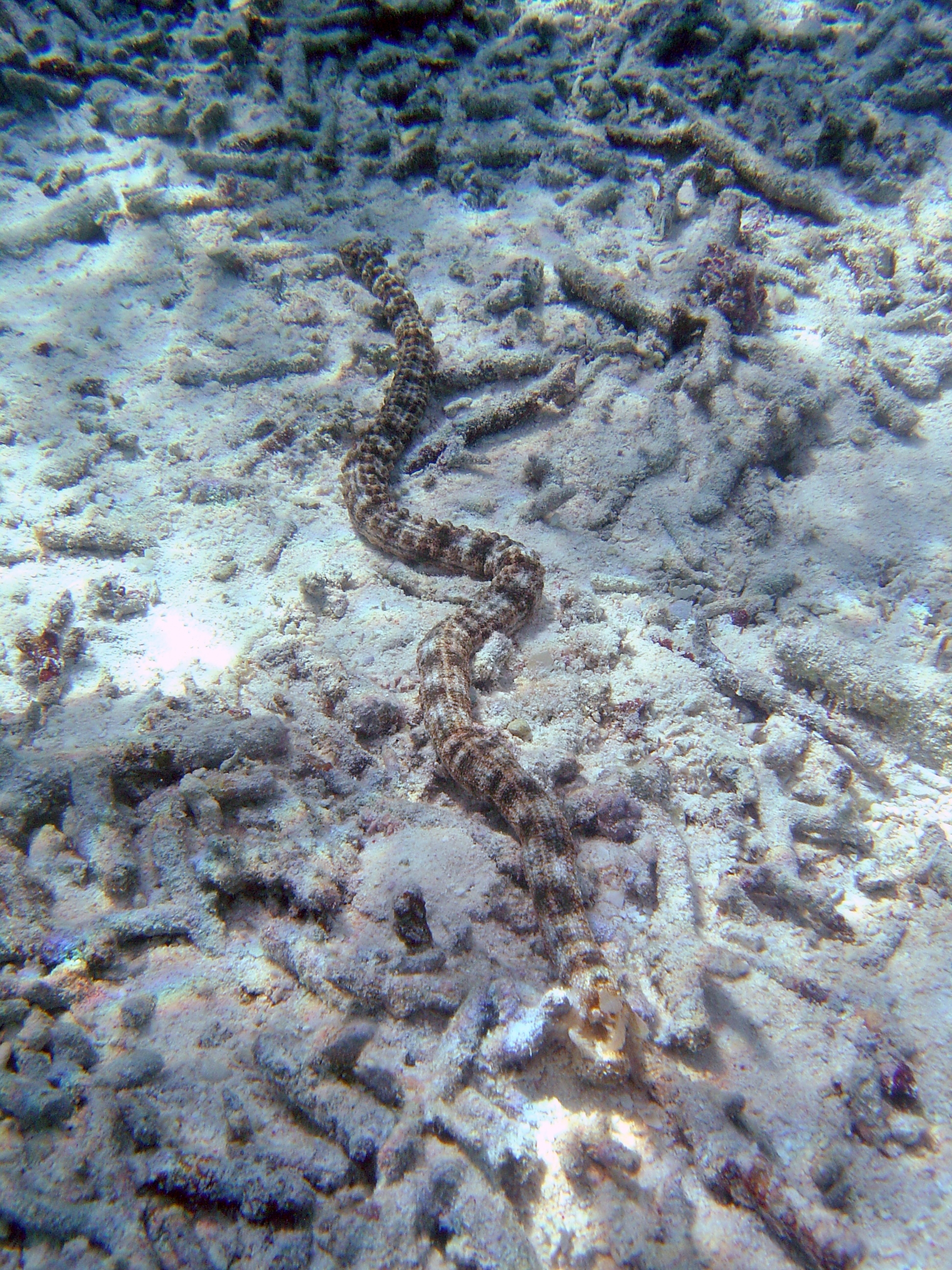
Synapta maculata

Siguiente World Register of Marine Species:
- Orden Apodida Brandt, 1835
  - Familia Chiridotidae Östergren, 1898
  - Familia Myriotrochidae Théel, 1877
  - Familia Synaptidae Burmeister, 1837
- Orden Dendrochirotida Grube, 1840 (incl. Dactylochirotida)
  - Familia Cucumariidae Ludwig, 1894
  - Familia Cucumellidae Thandar & Arumugam, 2011
  - Familia Heterothyonidae Pawson, 1970
  - Familia Paracucumidae Pawson & Fell, 1965
  - Familia Phyllophoridae Östergren, 1907
  - Familia Placothuriidae Pawson & Fell, 1965
  - Familia Psolidae Burmeister, 1837
  - Familia Rhopalodinidae Théel, 1886
  - Familia Sclerodactylidae Panning, 1949
  - Familia Vaneyellidae Pawson & Fell, 1965
  - Familia Ypsilothuriidae Heding, 1942
- Orden Elasipodida Théel, 1882
  - Familia Deimatidae Théel, 1882
  - Familia Elpidiidae Théel, 1882
  - Familia Laetmogonidae Ekman, 1926
  - Familia Pelagothuriidae Ludwig, 1893
  - Familia Psychropotidae Théel, 1882
- Orden Holothuriida Miller, Kerr, Paulay, Reich, Wilson, Carvajal & Rouse, 2017 
  - Familia Holothuriidae Burmeister, 1837
  - Familia Mesothuriidae Smirnov, 2012
- Orden Molpadiida Haeckel, 1896
  - Familia Caudinidae Heding, 1931
  - Familia Eupyrgidae Semper, 1867
  - Familia Molpadiidae Müller, 1850
- Orden Persiculida Miller, Kerr, Paulay, Reich, Wilson, Carvajal & Rouse, 2017 
  - Familia Gephyrothuriidae Koehler & Vaney, 1905
  - Familia Molpadiodemidae Miller, Kerr, Paulay, Reich, Wilson, Carvajal & Rouse, 2017
  - Familia Pseudostichopodidae Miller, Kerr, Paulay, Reich, Wilson, Carvajal & Rouse, 2017
- Orden Synallactida Miller, Kerr, Paulay, Reich, Wilson, Carvajal & Rouse, 2017 
  - Familia Stichopodidae Haeckel, 1896
  - Familia Synallactidae Ludwig, 1894
  - Familia Deimatidae Théel, 1882

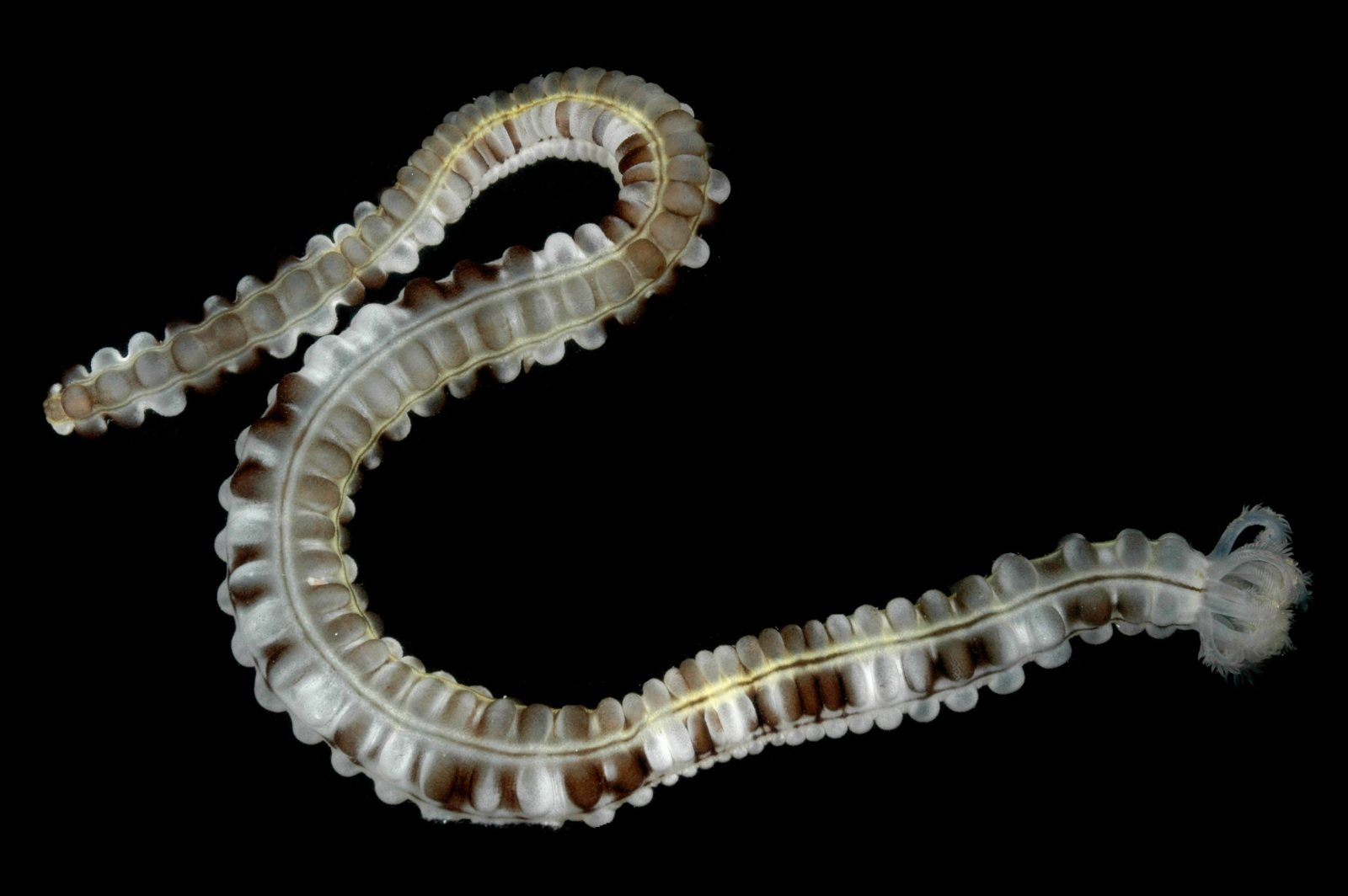
Euapta godeffroyi (Apodida)
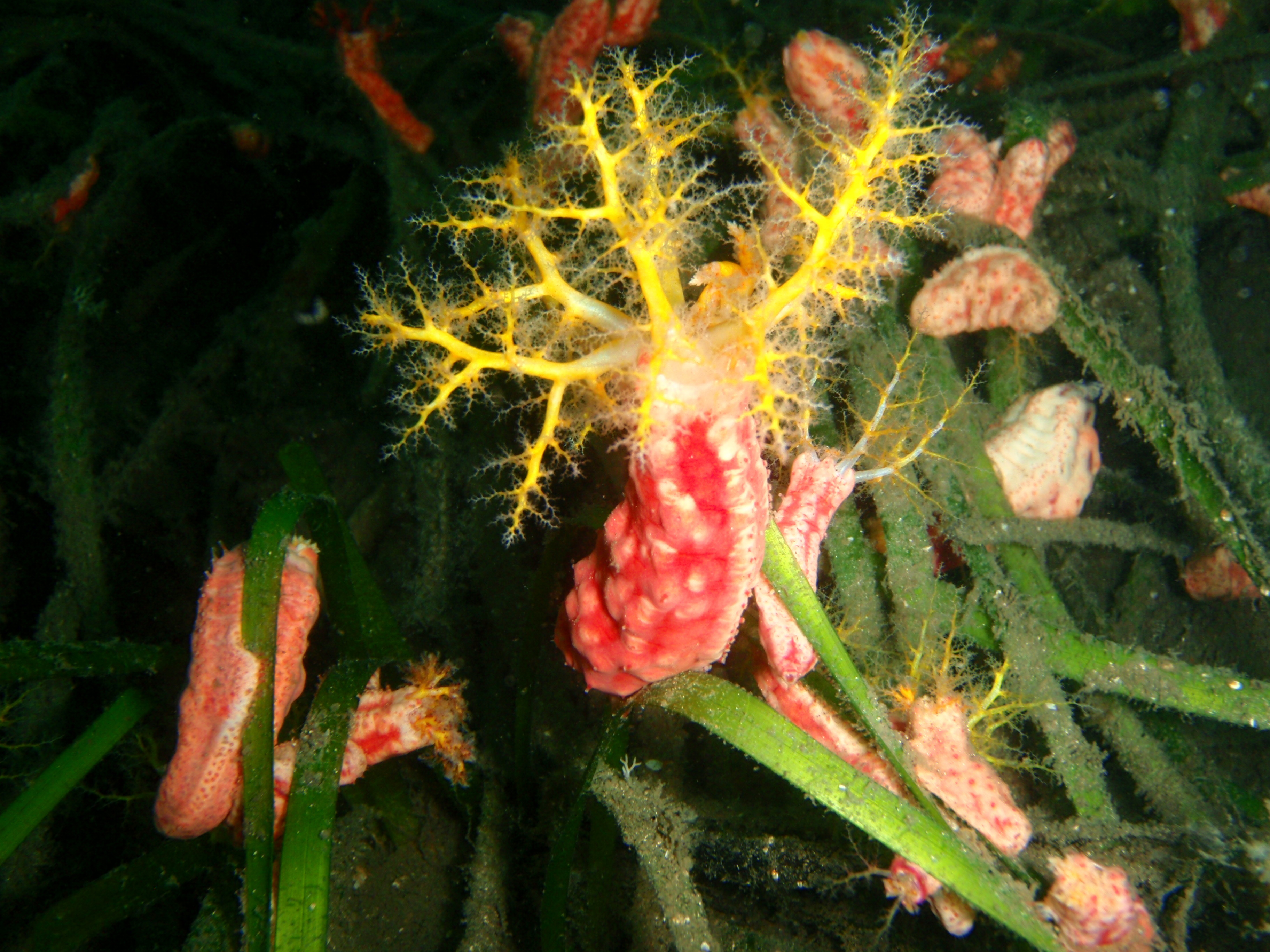
Cercodemas anceps (Dendrochirotida)
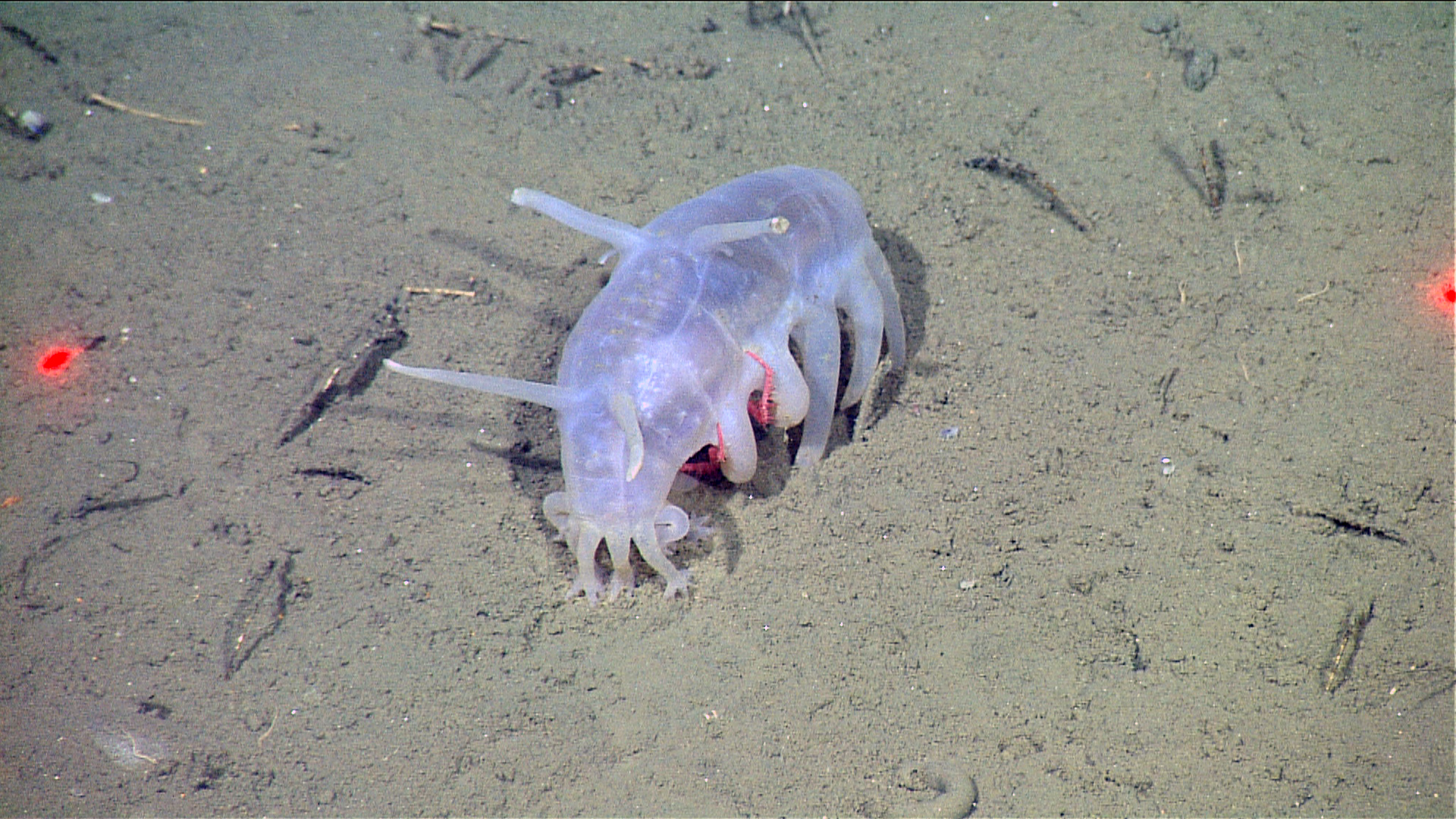
Scotoplanes globosa (Elasipodida)
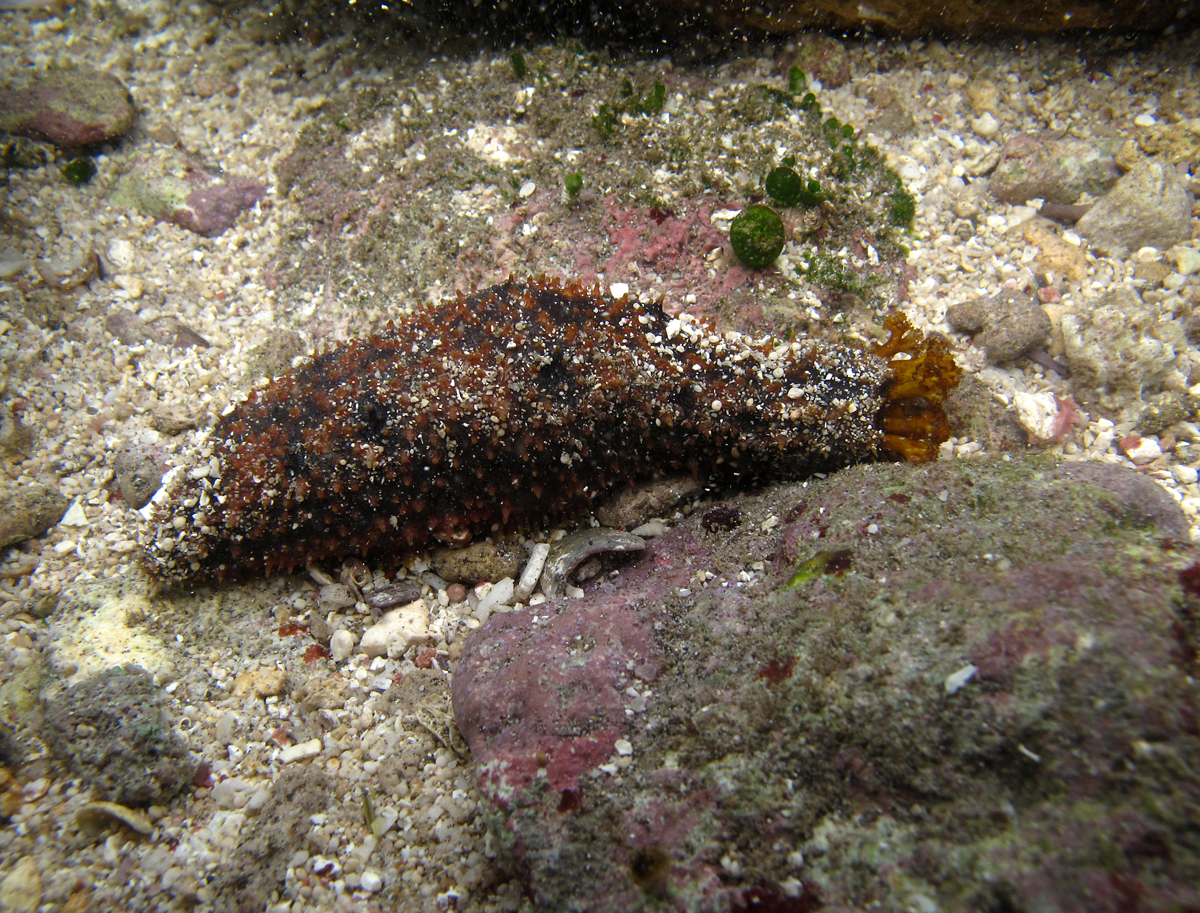
Holothuria cinerascens (Holothuriida)
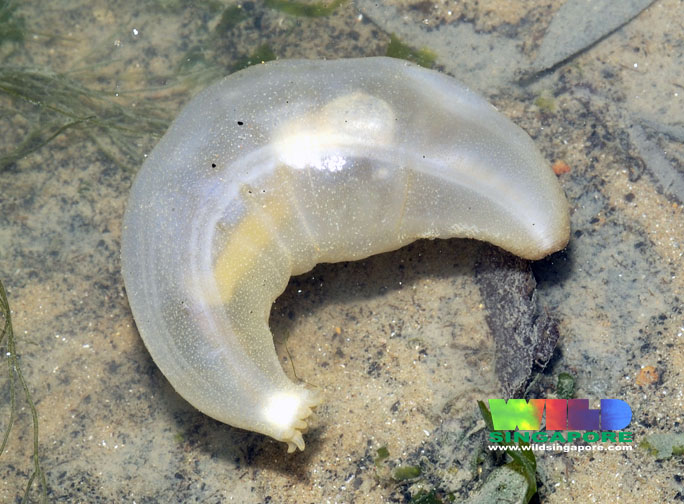
Paracaudina australis (Molpadida)
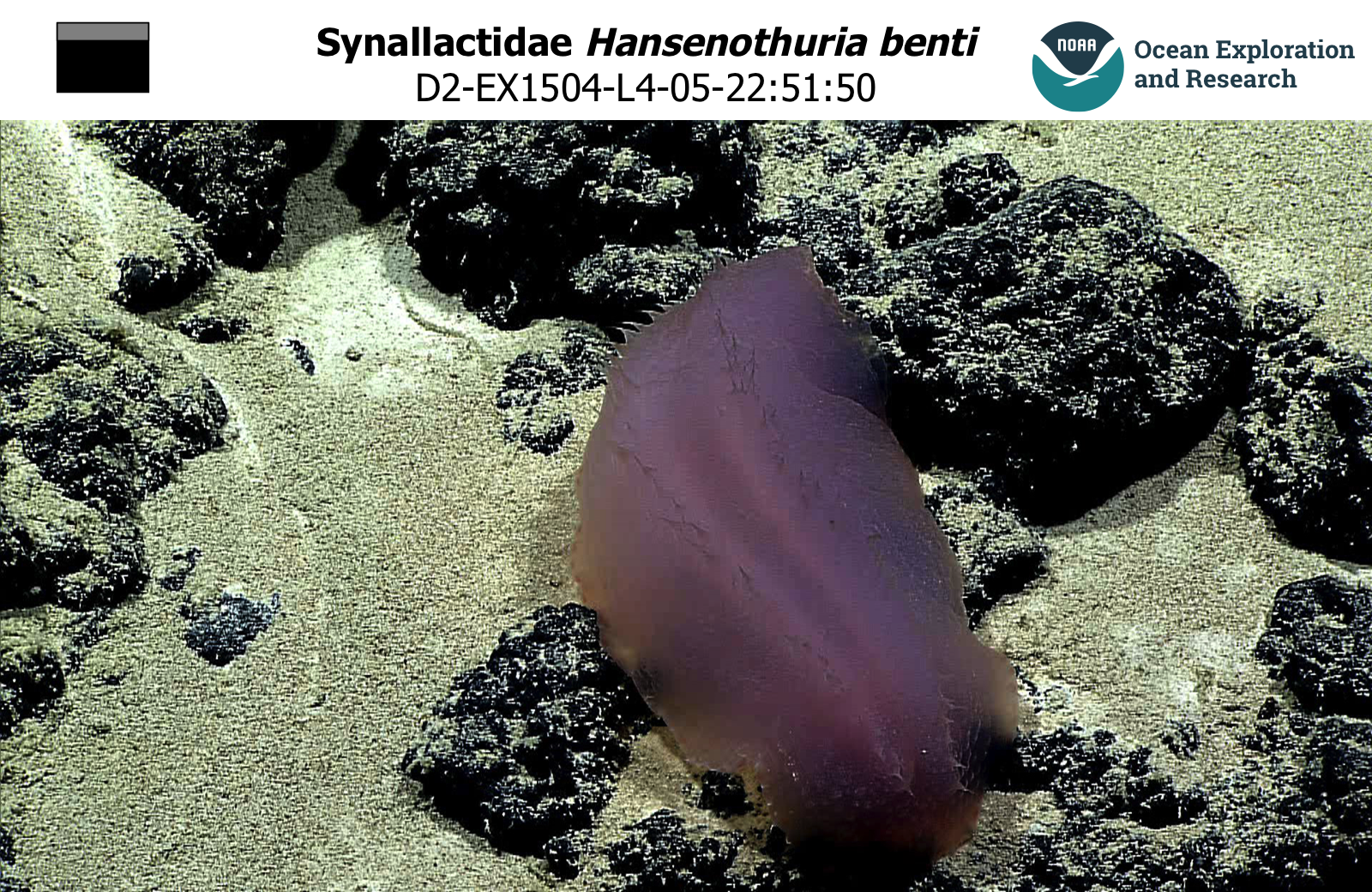
Hansenothuria benti (Persiculida)
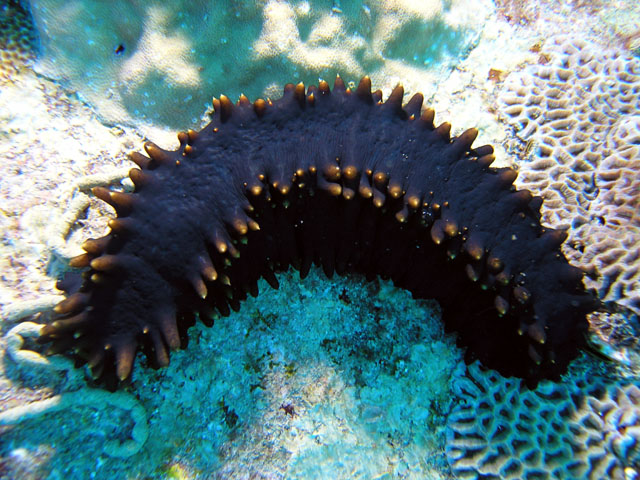
Stichopus chloronotus (Synallactida)

## Usos culinarios
En Asia algunas de las entrañas se utilizan en comidas como sushi, y también se comen, una vez desecados y vueltos a hidratar, en sopas, típicas especialmente en China en donde el trepang es considerado un caro manjar con fuertes poderes afrodisíacos. También es un marisco muy apreciado en el Norte de Castellón y Delta del Ebro conocido como espardeña o espardenya con las que se preparan arroces.